# Hedley Hill
Hedley Hill – wieś w Anglii, w hrabstwie Durham. Leży 13 km na zachód od miasta Durham i 379 km na północ od Londynu.